# Callidula versicolor
Callidula versicolor is een vlinder uit de familie van de Callidulidae. De wetenschappelijke naam van de soort is voor het eerst geldig gepubliceerd in 1868 door Felder.